# Tiverton (Rhode Island)
Tiverton é uma vila localizada no estado americano de Rhode Island, no condado de Newport. Foi fundada em 1694 e incorporada em 1746.

## Geografia
De acordo com o United States Census Bureau, a vila tem uma área de 94,1 km², onde 75,2 km² estão cobertos por terra e 18,9 km² por água.

## Demografia
Segundo o censo nacional de 2010, a sua população é de 15 780 habitantes e sua densidade populacional é de 209,73 hab/km². É a localidade que, em 10 anos, teve o maior crescimento populacional do condado de Newport. Possui 7 446 residências, que resulta em uma densidade de 98,96 residências/km².